# Beer League
Pour plus de détails, voir Fiche technique et Distribution.
Beer League est un film américain de Frank Sebastino sorti en 2006.

## Synopsis
Artie DeVanzo est un chômeur passé maître dans l'art de la fainéantise. Un jour, il se met en tête de perfectionner le jeu de son équipe de softball pour vaincre les champions locaux.

## Fiche technique
- Autre titre : Artie Lange's Beer League
- Réalisation : Frank Sebastino
- Scénario : Artie Lange et Frank Sebastino
- Musique : BC Smith
- Producteurs : Artie Lange et Anthony Mastromauro
- Coproducteur : Brian Bell
- Producteur associé : Chris Messalas
- Producteurs exécutifs : Steven Angel, Gregory Cohen[Lequel ?], Jeremy Dallow, Jim DiLorenzo et Jonathan Ross Gilbert
- Directeur de la photographie : David Phillips
- Montage : Peter Fandetti
- Chef décoration : Kelly McGehee
- Société de distribution : Echo Bridge Entertainment LLC
- Sociétés de production : Identity Films et CKRursh Entertainment
- Pays :  États-Unis
- Année : 2006
- Genre : Comédie
- Date de sortie en salles : 15 septembre 2006 (USA)

## Distribution
- Artie Lange : Artie DeVanzo
- Ralph Macchio : Maz
- Anthony DeSando : Dennis Mangeleni
- Cara Buono : Linda Salvo
- Laurie Metcalf : la mère d'Artie
- Seymour Cassel : Dirt
- Tina Fey : Gym Secretary

## Autour du film
- Ione Skye a été auditionnée pour le rôle de Linda, finalement interprétée par Cara Buono, connue pour avoir jouée dans New York 911 et Les Soprano.